# Cerumen
Cerumen ili ušna smola. Luče ga žlijezde znojnice ceruminalne u zvukovodu. Cerumen oblaže kožu zvukovoda i čini je masnom, vlažnom i elastičnom, mirisom odbija kukce, pretpostavlja se da dijeluje i kao baktericid.